# Глизе 357
Глизе 357 (GJ 357), TOI-562 — одиночная звезда в созвездии Гидры на расстоянии приблизительно 30 световых лет (около 9,4 парсек) от Солнца. Видимая звёздная величина звезды — +10,92m. Возраст звезды определён как около 5,236 млрд лет.
Вокруг звезды обращается, как минимум, три планеты.

## Характеристики
Глизе 357 — красный карлик спектрального класса M2,5V, или M2,5. Масса — около 0,342 солнечной, радиус — около 0,337 солнечного, светимость — около 0,01591 солнечной. Эффективная температура — около 3204 K.

## Планетная система
В 2019 году группой астрономов, работающих в рамках программы SuperWASP, было объявлено об открытии планет Глизе 357 b, Глизе 357 c и Глизе 357 d.
В 2019 году учёными, анализирующими данные проектов Hipparcos и Gaia, у звезды обнаружена планета HIP 47103 b.